# Valerie (2006)
Valerie ist der Debüt-Film der deutschen Regisseurin Birgit Möller aus dem Jahr 2006.

## Handlung
Das Model Valerie mietet sich kurz vor Weihnachten ein Zimmer im exklusiven Hotel Grand Hyatt in Berlin. Doch eigentlich ist sie pleite. Sie bekommt kaum mehr Aufträge, ihre Kreditkarte ist überzogen und wurde gesperrt, ihre Wohnung in Paris hat sie aufgegeben und alles, was sie noch besitzt, befindet sich in ihrem Auto. Aber dass ihre Karriere als Model mit 29 vorbei ist, will die Polin nicht wahrhaben.
An der Hotelrezeption wird sie jedoch immer eindringlicher darum gebeten, doch endlich ihre Kreditkarte vorzulegen. Daraufhin verlässt sie schließlich das Hotel und kann unter Vortäuschung eines dringenden Termins die Entdeckung ihrer Zahlungsunfähigkeit vermeiden, da sich das Personal mit ihrer ehemaligen Adresse in Paris als Rechnungsanschrift zufriedengibt. Als sie die Tiefgarage des Hotels verlassen will, fehlt ihr jedoch auch das Geld für das Parkticket. Gegenüber dem Parkwächter André tritt sie zunächst sehr arrogant auf. Sie kann ihn aber nicht überreden, die Schranke dennoch zu öffnen. Valerie bittet den Fotografen Jaro, einige Photos von ihr zu machen. Nach dem Shooting liegt sie mit ihm im Bett. Jaro redet von Kindern; plötzlich steht seine derzeitige Freundin an der Tür. Enttäuscht von dem Wüstling, verlässt Valerie das Studio. Da sie keine Übernachtungsmöglichkeit findet, schläft sie letztlich in ihrem Auto im Parkhaus, wo André sie nach anfänglicher Missbilligung duldet. In den folgenden Tagen versucht Valerie immer wieder bei Freunden unterzukommen – ohne diesen jedoch von ihrer Situation zu erzählen. In der Hotelbar lernt sie einen Mann kennen und geht mit in dessen Wohnung. Er bietet ihr Geld für Sex an. Valeries Versuch, sich zu prostituieren, ist aber schnell beendet. Angesichts ihrer Unbeholfenheit und der verkrampften Situation muss sie lachen. Der Mann ist verärgert und wirft sie hinaus. Weil sie ihre Handtasche mit dem Autoschlüssel in der Wohnung vergessen hat, öffnet ihr Andrés Kollege die Autotür. Zum Dank feiert sie das Weihnachtsfest mit den beiden Parkwächtern im Wachraum. Später bietet André Valerie an, bei ihm zu schlafen – ein Angebot, das sie für eine Nacht annimmt. Als am nächsten Morgen Andrés Exfrau und seine Tochter erscheinen, verlässt Valerie überstürzt Andrés Wohnung. In der nächsten Nacht arbeitet ein anderer Pförtner in der Tiefgarage, weswegen Valerie diese Nacht nicht in ihrem Auto verbringen kann. Sie irrt zunächst durch die Gegend und schläft dann in einem Bankomatenraum. Langsam wird ihr klar, wie ernst ihre Situation ist. Als sie zurück in die Tiefgarage geht, ist ihr Auto abgeschleppt worden und zwei Sicherheitsbedienstete des Hotels übergeben sie der Polizei. Ihr werden Hausfriedensbruch, Diebstahl, Erschleichung von Dienstleistungen und illegale Prostitution vorgeworfen. Als der Polizist sie nach ihrer Unterkunft fragt und ihr sagt, dass sie als Obdachlose in Polizeigewahrsam bleiben müsse, gibt sie an, bei André zu wohnen. Der Polizist ruft bei André an, und dieser bestätigt Valeries Angaben. Daraufhin darf sie die Polizeistation verlassen.

## Kritiken
„Leicht hätte es eine umgedrehte Sterntaler-Geschichte werden können. Vom hungernden Mädchen in Edellumpen, das die Hände in den schneienden Berliner Himmel streckt, um endlich ein paar Taler und ein bisschen Sternenglanz zu erwischen. Pudrig und zartbitter. Und mit schickem Hochglanzmartyrium, von Bulimie über Kokserei bis zu wüsten Orgien. Doch Birgit Möller ist klug genug, davon die Finger zu lassen. So erzählt sie unpathetisch und ungerührt von aller Selbstinzenierung und allem Tamtam der Branche die Geschichte ihrer Heldin als Märchen über die Einsamkeit in Großstädten.“

„Ein wunderbar lakonisch inszenierter, in der Hauptrolle überzeugend gespielter Film, der ein entlarvendes Gesellschaftsbild skizziert. Über das individuelle Schicksal hinaus erzählt er so manches über innere Armut und allgemeine Befindlichkeiten.“

„Birgit Möller schafft es nicht, die allzu konventionelle Konstruktion zu verbergen, in der Valerie wie auf einem Hindernislauf in immer schwierigere Situationen gerät. Dabei dient die Wahl, die Geschichte einer „Schattenfrau“ als Ausgangspunkt zu nehmen, der Regisseurin lediglich als ein Aufhänger für eine vergleichsweise simple Liebesgeschichte. Schnell wird klar, dass aus der anfänglichen Distanziertheit zwischen dem Nachtwächter André und Valerie mehr werden muss.“

## Preis
- 2006. Beste Regie im NEFF (New European Film Festival), Vitoria-Gasteiz (Spanien)